# 프란시스카 라라
프란시스카 알레한드라 라라 라라(스페인어: Francisca Alejandra Lara Lara, 1990년 7월 29일 ~ )는 칠레의 여자 축구 선수로 현재 스페인 리가 F의 데포르티보 라코루냐 페메니노에서 미드필더로 활동하고 있으며 칠레 여자 대표팀 내 국제 A매치 최다 득점자이다.

## 클럽 경력

### 유럽 진출 전
2008년 CD 페로비아리오스에서 선수 커리어를 시작했고 2010년에는 코킴보 우니도, 2011년에는 CD 코브렐로아에서 활동한 뒤 2012년부터 2017년까지는 콜로-콜로 소속으로 리그 9회 우승(2012 아페르투라 ~ 2015 아페르투라, 2016 클라우수라 ~ 2017 클라우수라) 및 1회 준우승(2015 클라우수라), 2012년 코파 리베르타도레스 페메니나 우승, 2013년 코파 리베르타도레스 페메니나 3위, 2015년 코파 리베르타도레스 페메니나 준우승, 2017년 코파 리베르타도레스 페메니나 3위의 성적 등에 기여했다.

### 스포르팅 데 우엘바
2017 시즌을 마친 뒤 스페인 리가 F의 스포르팅 데 우엘바 입단을 통해 데뷔 후 처음으로 유럽 무대를 밟았고 2017-18 시즌 팀의 주축 미드필더로 활동하며 1부 리그 잔류에 일조했다.

### 세비야 FC 페메니노
2017-18 시즌 종료 후 같은 리그의 세비야 FC 페메니노로 이적하여 2019-20 시즌까지 활약하며 코파 델 레이나 2회 연속 4강 진출에 이바지했다.

### 르아브르 AC 페미닌
2020-21 시즌을 앞두고 프랑스 디비지옹 1 페미닌의 르아브르 AC 페미닌으로 트레이드된 뒤 1시즌동안 활약했지만 팀의 2부 리그 강등을 막지 못했다.

### 비야레알 CF 페메니노
2020-21 시즌이 끝난 뒤 비야레알 CF 페메니노로 이적하며 1시즌만에 스페인 무대로 복귀한 이후 2022-23 시즌 코파 델 레이나에서 구단 역사상 첫 컵대회 8강 진출에 기여했다.

## 국가대표 경력

### 칠레 여자 대표팀
2010년 남미 여자 축구 선수권 대회를 앞두고 칠레 여자 대표팀에 첫 발탁되어 디펜딩 챔피언 아르헨티나와의 A조 조별리그 1차전에서 국제 A매치 데뷔골을 신고하는 등 이 대회에서만 6경기 3골을 터뜨리며 대회 3위 입상을 이끌었다.
그리고 2014년 코파 아메리카 페메니나에서도 4경기 3골을 터뜨리는 활약을 펼쳤음에도 불구하고 팀이 브라질, 아르헨티나에 밀려 조별리그에서 탈락하면서 빛이 바래졌지만 4년 뒤 자국에서 열린 2018년 코파 아메리카 페메니나에서 2골을 터뜨리며 팀의 27년만의 코파 아메리카 페메니나 준우승과 함께 칠레 여자 축구 역사상 첫 월드컵 본선 진출에 기여했다.
그 후 2019년 FIFA 여자 월드컵을 통해 생애 첫 여자 월드컵 본선 무대를 밟은 후 3경기에 모두 출전했음에도 불구하고 F조 조별리그 2경기에서 2003년 FIFA 여자 월드컵 준우승팀 스웨덴과 FIFA 여자 월드컵 역대 최다 우승팀이자 세계 최강팀 미국에 모두 완패를 당했고 최종전에서 태국을 2-0으로 따돌리고 칠레 여자 축구 역사상 월드컵 첫 승을 올렸으나 후반 41분 크로스바를 강타하는 뼈아픈 페널티킥 실축으로 인해 16강 문턱에서 아쉽게 좌절을 맛보았다.
그리고 2년 뒤에 열린 2020년 하계 올림픽에도 출전했지만 이 대회에서는 개최국이자 2011년 FIFA 여자 월드컵 챔피언, 2012년 하계 올림픽 은메달팀인 일본을 비롯해 2012년 하계 올림픽 8강팀인 영국, 2012년과 2016년 하계 올림픽 동메달팀인 캐나다에게 모두 1점차로 석패하면서 3전 전패·E조 최하위로 대회를 조기에 마감했다.
이후 2022년 코파 아메리카 페메니나에도 출전하여 조별리그 4경기에서 2골을 기록했고 베네수엘라와의 5위 결정전에서는 승부차기 1번 키커로 나서서 침착하게 PK를 성공시키며 2023년 FIFA 여자 월드컵 예선 대륙간 플레이오프 진출에 기여했지만 아이티와의 대륙간 플레이오프 B조 2라운드에서 1-2로 석패하면서 2회 연속 여자 월드컵 본선 문턱에서 고배를 마셨다.

## 수상

### 클럽
콜로-콜로
- 프리메라 디비시온 데 푸트볼 페미니노 칠레 : 우승 (2012 아페르투라, 2012 클라우수라, 2013 아페르투라, 2013 클라우수라, 2014 아페르투라, 2014 클라우수라, 2015 아페르투라, 2016 클라우수라, 2017 아페르투라, 2017 클라우수라), 준우승 (2015 클라우수라)
- 코파 리베르타도레스 페메니나 : 우승 (2012), 준우승 (2015), 3위 (2013, 2017)

 세비야 FC 페메니노
- 코파 델 레이나 : 4강 (2018-19, 2019-20)

### 국가대표팀
칠레
- 코파 아메리카 페메니나 : 준우승 (2018), 3위 (2010)
- 남아메리카 게임 : 은메달 (2014)